# Filaret (Karagodin)
Filaret, imię świeckie Anatolij Karagodin (ur. 21 sierpnia 1946 w Odessie) – rosyjski biskup prawosławny.

## Życiorys
Jest synem duchownego prawosławnego. Oprócz wykształcenia średniego ogólnokształcącego ukończył średnią szkołę muzyczną. W 1965 wstąpił do moskiewskiego seminarium duchownego, jednak musiał przerwać naukę w celu odbycia trzyletniej służby wojskowej. W 1971 rozpoczął wyższe studia teologiczne w Moskiewskiej Akademii Duchownej, które ukończył w 1975.
Od 1974 mieszkał w Ławrze Troicko-Siergijewskiej, gdzie 4 kwietnia 1975 złożył wieczyste śluby zakonne. 29 czerwca tego samego roku przyjął święcenia diakońskie, zaś 30 maja 1977 – na hieromnicha. Od września 1977 był wykładowcą w seminarium duchownym w Odessie, zaś od stycznia 1989 był przełożonym monasteru Zaśnięcia Matki Bożej w Odessie.
11 marca 1990 w soborze Objawienia Pańskiego w Moskwie miała miejsce jego chirotonia na biskupa astrachańskiego i jenotajewskiego. Po dwóch latach powierzono mu funkcję rektora moskiewskiego zespołu szkół teologicznych: seminarium duchownego i Akademii Duchownej, co oznaczało przeniesienie do eparchii moskiewskiej z tytułem biskupa dmitrowskiego. W 1995 przeniesiony na katedrę majkopską i armawirską. W 2000 objął katedrę penzeńską i kuźniecką. Od 2004 nosił tytuł arcybiskupa. W 2010 Święty Synod Rosyjskiego Kościoła Prawosławnego przyjął jego prośbę o przeniesienie w stan spoczynku w związku ze złym stanem zdrowia.